# 馬拉科夫戰役
馬拉科夫戰役（法語：Bataille de Malakoff）發生於1855年9月8日，是塞瓦斯托波爾圍城戰的一部分，也是克里米亞戰爭戰爭中法軍的決定性勝利。帕特里斯·麦克马洪將軍率領的法國軍隊成功地襲擊了馬拉科夫要塞，雖同時英軍對瑞丹河的進攻則以慘敗告終，但長達11個月的塞瓦斯托波爾圍城戰還是以俄軍失利宣告結束。最終法國士兵歐仁·利博特在俄羅斯堡壘的頂部升起了法國國旗。